# Calum Best
Calum Milan Best (San José, California; 6 de febrero de 1981) es un modelo británico-estadounidense y participante de reality shows televisivos. Es benefactor de la Asociación Nacional para Niños de Alcohólicos («Nacoa»), una asociación caritativa del Reino Unido que proporciona apoyo a niños afectados por padres con problemas de alcoholismo.

## Primeros años
Nació en San José, California, hijo de la modelo inglesa Angie Best y de George Best, el reconocido futbolista norirlandés, que jugó en el Manchester United en las décadas de 1960 y 1970.
Creció en Los Ángeles, donde se convirtió en modelo durante su adolescencia. Se mudó al Reino Unido a la edad de 21 años.

## Carrera
Ha participado en los reality shows ingleses Fool Around With, del canal E4, y The Match, del canal Sky One. En 2005 y 2006 participó en Celebrity Love Island, en ITV, en el que fue ganador de la segunda temporada el 28 de agosto del 2006. Al mismo tiempo apareció en Football Wives, también por ITV.
En septiembre de 2006, apareció en la serie del canal ITV2 llamada Calum, Fran and Dangerous Danan, en la que estuvo viajando junto con Paul Danan y Fran Cosgrave desde Texas hasta Los Ángeles por la famosa ruta 66.
Al final del 2006, Calum lanzó una fragancia masculina llamada Calum, declarando: «Me involucré por completo en la fragancia. Elegí el olor, elegí la botella, escogí el envase, todo»; el producto fue fabricado por Jigsaw ESL.
Luego lanzó una segunda fragancia, llamada Best. Después de aquel éxito, Jigsaw ESL también fabricó su tercer fragancia, llamada Day and Night.
En 2008, apareció en la serie Livin With Lucy y al finalizar el año lanzó un programa en MTV llamado Totally Calum Best. El programa detallaba sus intentos para mantener el celibato durante cincuenta días.
En 2009, apareció como juez invitado en el reality show Paris Hilton British Best Friend, en el que ponían a prueba las habilidades para ligar de los concursantes. En noviembre de 2009, presentó el documental de televisión de la BBC Brought up By Booze: A Children in Need Special, que destacaba la difícil situación de los niños criados por padres alcohólicos. Para la elaboración del programa se basó en su propia relación con su padre, que la BBC describió como un «viaje crudo y a menudo angustioso».
En 2010, Calum apareció en Canal 4 en Ven a Cenar Conmigo, donde compartió una cena con Janice Dickinson, Samantha Fox y el presentador Jeff Brazier.
Obtuvo en una entrevista con Ian Wright en Live from Studio Five, el 8 de enero de 2010. El 2 de octubre del mismo año, apareció como celebridad en All Star Family Fortunes, junto con Denise Welch, quien participaba en el equipo contrario.
El 20 de abril de 2012 fue anfitrión vía webcam durante una sesión de bingo en línea en Bingocams UK.
En 2012, ganó el reality show Celebrity Bainisteoir, dirigiendo a Moy Davitts del condado de Mayo, en Irlanda.
En enero de 2015, participó en la decimoquinta temporada de Celebrity Big Brother, finalizando en tercer lugar. Más tarde en junio de ese año hizo una aparición especial en Love Island, programa revivido de Celebrity Love Island, del cual fue parte ldurante sus primeras dos temporadas.
Entre 2016 y 2017, fue miembro de reparto de Famously Single.
El 3 de enero de 2017, vuelve a participar en la  decimonovena temporada de Celebrity Big Brother. El 22 de marzo presentó el documental My Best. Luego apareció en la tercera temporada de Celebs Go Dating.
En 2020 apareció en la undécima temporada de Ex On The Beach Reino unido.

## Vida personal
Ha salido con la actriz Lindsay Lohan y la modelo Georgia Salpa. Fue también miembro regular en el cabaret de Londres Chinawhite.